# Lindflur
Lindflur ist ein Gemeindeteil des Marktes Reichenberg im unterfränkischen Landkreis Würzburg in Bayern.

## Geographische Lage
Das Kirchdorf liegt etwa zehn Kilometer südlich von Würzburg auf einer Höhe von 272 m ü. NHN. Durch Lindflur führt der Mühlbach, auch Lindbach genannt. Die Gemarkung hat eine Fläche von 367 Hektar und entspricht weitgehend der Fläche der ehemaligen gleichnamigen Gemeinde. Der Lindbach (auch Mühlbach) als Oberlauf des Reichenberger Bachs entspringt im südlich von Lindflur liegenden Ort Albertshausen, fließt durch Lindflur und wird anschließend als Reichenberger Bach bezeichnet.

### Nachbarorte
Im Nordwesten ist Reichenberg selbst zu finden, während sich im Nordosten der Würzburger Stadtteil Rottenbauer erhebt. Östlich, in unmittelbarer Nähe zum Dorf, liegt der Reichenberger Ortsteil Chaussee-Wirthshaus auf Lindflurer Gemarkung. Der Süden wird von der Gemarkung von Albertshausen eingenommen. Südwestlich findet sich Uengershausen.
| Reichenberg   |                                             | Rottenbauer        |
|               | Kompassrose, die auf Nachbargemeinden zeigt | Chaussee-Wirtshaus |
| Uengershausen | Albertshausen                               | Fuchsstadt         |

### Klima
Es gibt viel Niederschlag in Lindflur, selbst im trockensten Monat. Das Klima in diesem Ort ist klassifiziert als Cfb, entsprechend der Klassifikation nach Köppen-Geiger.
Die Temperatur liegt in Lindflur im Jahresdurchschnitt bei 9,9 °C. Am wärmsten ist es im Monat Juli. Es werden dann durchschnittliche Temperaturen von 19,2 °C erreicht. Im Januar sind die Temperaturen mit durchschnittlich 0,9 °C am niedrigsten.
Über das Jahr hinweg fällt 757 mm Niederschlag. Im Februar ist mit dem geringsten Niederschlag im Jahr zu rechnen (durchschnittlich 53 mm). Im Dezember fallen dabei durchschnittlich 73 mm, womit dieser der niederschlagsreichste Monat des Jahres ist.
|                        | Jan  | Feb  | Mär | Apr  | Mai  | Jun  | Jul  | Aug  | Sep  | Okt  | Nov | Dez  |   |      |
| Mittl. Temperatur (°C) | 0,9  | 1,5  | 5,1 | 9,6  | 13,9 | 17,3 | 19,2 | 18,9 | 14,8 | 10,2 | 5,3 | 2    | ⌀ | 9,9  |
| Mittl. Tagesmax. (°C)  | 3,4  | 4,9  | 9,3 | 14,4 | 18,2 | 21,6 | 23,5 | 23,3 | 19,1 | 14   | 8   | 4,3  | ⌀ | 13,7 |
| Mittl. Tagesmin. (°C)  | −1,6 | −1,6 | 1   | 4,6  | 9    | 12,4 | 14,5 | 14,3 | 10,6 | 6,8  | 2,8 | −0,2 | ⌀ | 6,1  |
|                        |      |      |     |      |      |      |      |      |      |      |     |      |   |      |
| Niederschlag (mm)      | 64   | 53   | 61  | 53   | 72   | 67   | 69   | 59   | 59   | 61   | 66  | 73   | Σ | 757  |
|                        |      |      |     |      |      |      |      |      |      |      |     |      |   |      |
| Regentage (d)          | 9    | 8    | 9   | 8    | 9    | 9    | 10   | 8    | 8    | 8    | 8   | 11   | Σ | 105  |
|                        |      |      |     |      |      |      |      |      |      |      |     |      |   |      |
| Luftfeuchtigkeit (%)   | 82   | 79   | 74  | 67   | 68   | 67   | 66   | 66   | 72   | 80   | 85  | 84   | ⌀ | 74,1 |

| −1,6 |

| −1,6 |

| 1 |

| 4,6 |

| 9 |

| 12,4 |

| 14,5 |

| 14,3 |

| 10,6 |

| 6,8 |

| 2,8 |

| −0,2 |

| −1,6 |

| −1,6 |

| 1 |

| 4,6 |

| 9 |

| 12,4 |

| 14,5 |

| 14,3 |

| 10,6 |

| 6,8 |

| 2,8 |

| −0,2 |

## Geschichte
Der Ortsname von Lindflur kann auf viele Weisen gedeutet werden. Die ältere Forschung geht davon aus, dass in Lindflur ein Feld lag, auf dem es viele Schlangen (von ahd. lint) gab. Vielleicht ist auch der Name vom Lindelbach abgeleitet, der durch das Dorf fließt. Am wahrscheinlichsten ist allerdings, dass hier eine Mühle am Bach entstand um die herum einige Linden angepflanzt wurden. Demnach würde sich der Name von den Linden herleiten.
Lindflur tauchte erst relativ spät in der schriftlichen Überlieferung auf. Zunächst war das Dorf eng mit dem nahegelegenen Albertshausen verbunden. Am 18. Mai 1356 bestätigte eine Würzburger Urkunde des Bischofs Albrecht II. von Hohenlohe die Besitzungen des Klosters St. Burkard in „Lyntflur“. 1324 erwarb der Würzburger Domherr Eberhard von Rieden eine Mühle von Fritzo von Rebstock. Das Würzburger Kloster St. Stephan erhielt in den folgenden Jahren mehrere Güter durch Kauf.
Wann genau die Kirche in Lindflur zu einer Pfarrei erhoben wurde, ist weiterhin unklar. Fürstbischof Otto von Wolfskeel erwarb nach seinem Amtsantritt im Jahr 1333 die Dörfer Albertshausen und Lindflur für seine Familie und etablierte wohl in beiden Orten eine unabhängige Pfarrei, 1484 ist in Lindflur eine Kirche genannt. Im Jahr 1596 entstand dann die heutige Kirche von Lindflur. Die Pfarrei ging allerdings im Laufe der Zeit ein und das Dorf besitzt heute nur noch eine Filialkirche.
Im 15. Jahrhundert saß in Lindflur zeitweise eine Linie der Herren Wolfskeel von Grumbach, so nannte sich Hans Wolfskeel (1445–1479) „von Lindflur“. Ab 1531 begrub die Familie in der Kirche des Dorfes ihre Toten. Den Herren von Wolfskeel ist es auch zu verdanken, dass im Dorf ein kleines Schloss entstand, von dem jedoch heute keine Spuren mehr bestehen. Lindflur ist heute Ortsteil der Gemeinde Reichenberg. 1978 wurde die ehemals selbständige Gemeinde vollständig nach Reichenberg eingemeindet. Die Gemeinde hatte 1961 eine Fläche von 366 Hektar und hatte die zwei Gemeindeteile Lindflur und Chaussee-Wirthshaus.

### Einwohnerentwicklung 1840 bis 2020
| Jahr                              | 1840 | 1871 | 1875 | 1885 | 1900 | 1925 | 1939 | 1946 | 1950 | 1955 | 1959 | 1961 | 1963 | 1970 | 1987 | 2013 | 2020 |
| --------------------------------- | ---- | ---- | ---- | ---- | ---- | ---- | ---- | ---- | ---- | ---- | ---- | ---- | ---- | ---- | ---- | ---- | ---- |
| Einwohner Ort Lindflur            |      | 265  | 252  | 231  | 222  | 230  | 234  | 406  | 388  | 330  | 343  | 308  | 318  | 308  | 304  | 407  | 397  |
| Einwohner Ort Chaussee-Wirthshaus |      | 3    | 11   | 7    | 6    | 3    |      |      | 8    |      |      | 6    |      | 4    | 3    |      |      |
| Einwohner Gemeinde Lindflur       | 206  | 268  | 263  | 238  | 228  | 233  | 234  | 407  | 396  |      |      | 314  |      | 312  |      |      |      |

## Kultur und Sehenswürdigkeiten

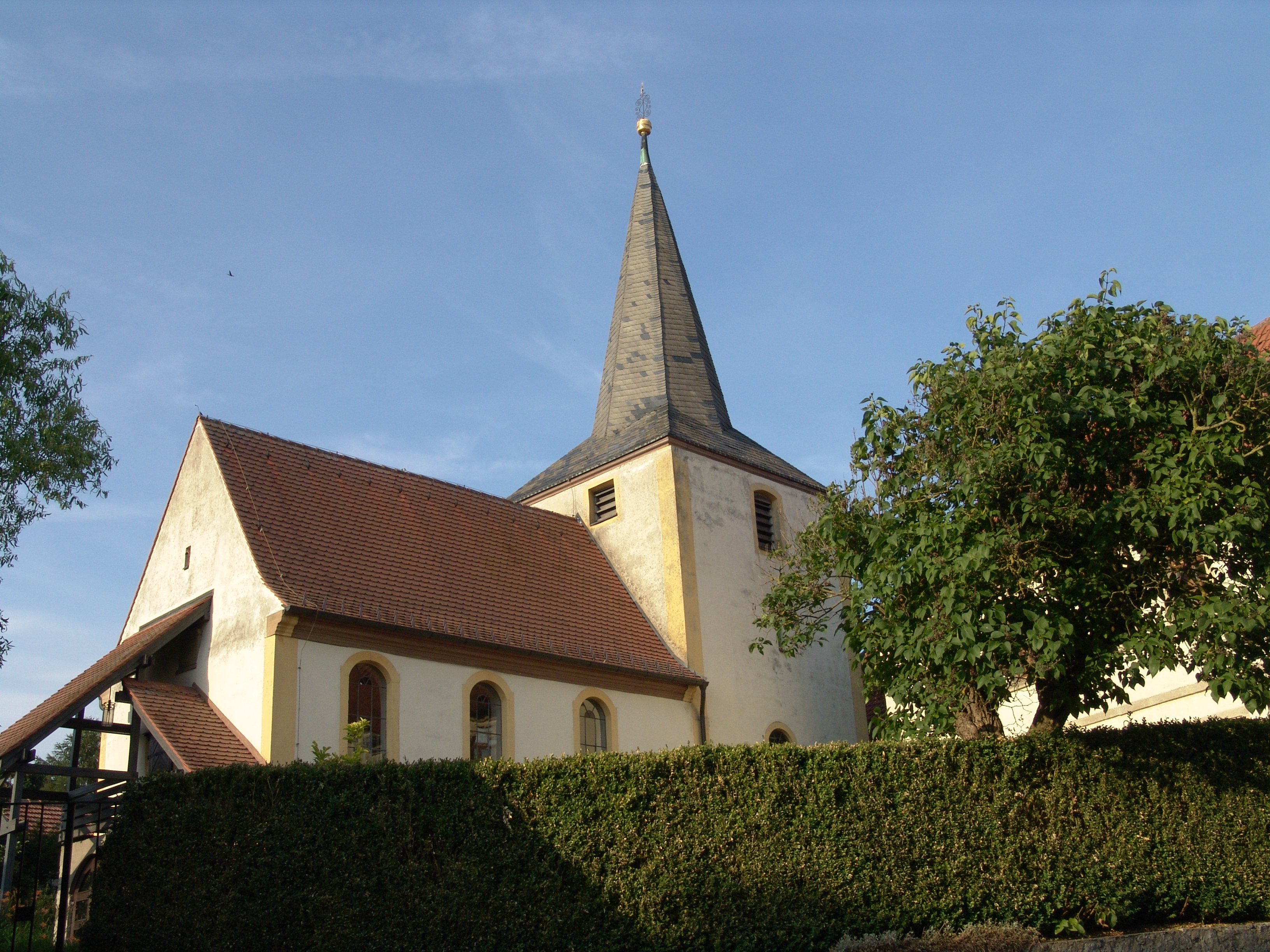
Die Filialkirche in Lindflur

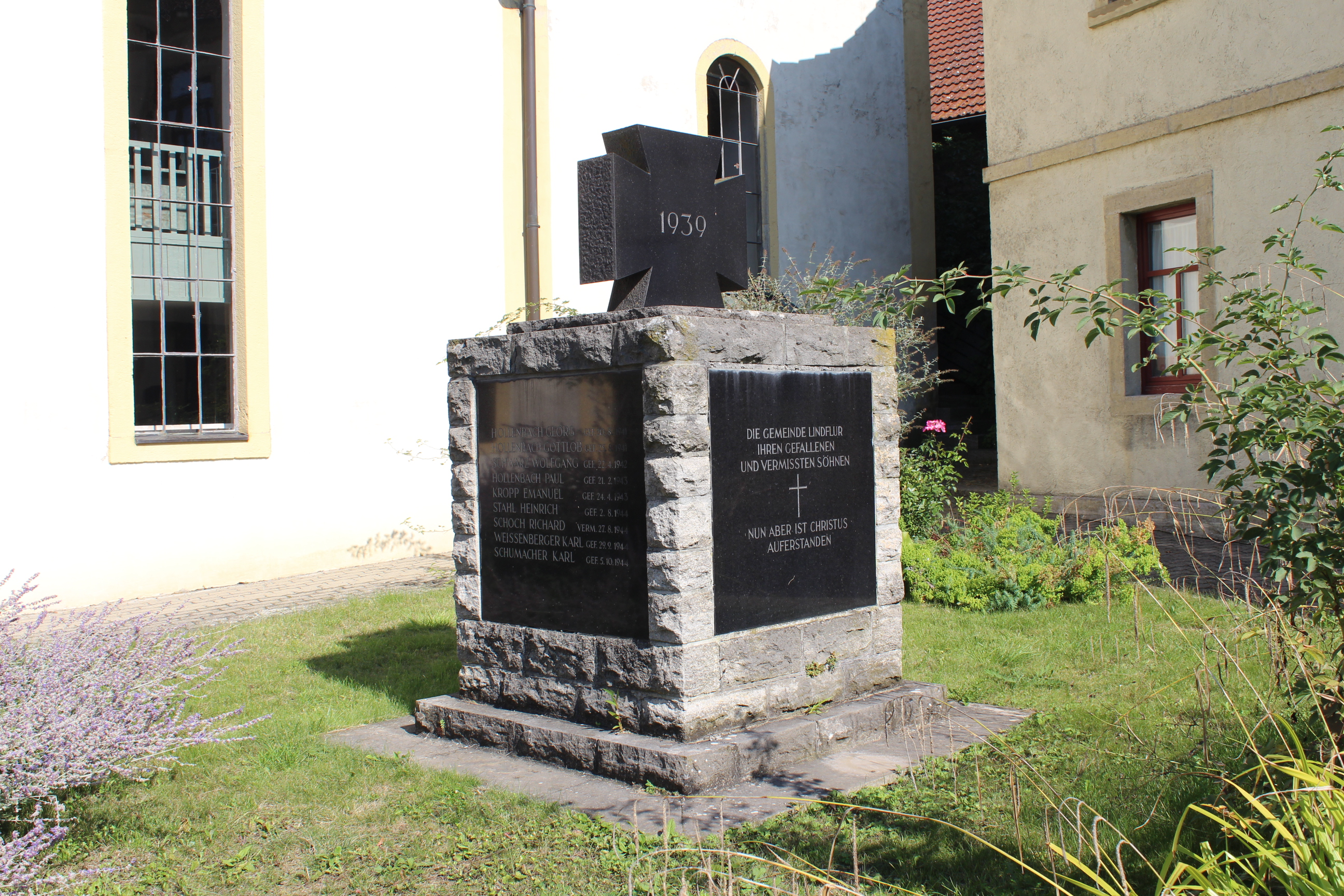
Kriegerdenkmal Lindflur

### Evangelisch-Lutherische Filialkirche Lindflur
Einziges eingetragenes Baudenkmal in Lindflur ist die evangelisch-lutherische Filialkirche. Sie wurde von den Herren von Wolfskeel gefördert und errichtet. Die Bausubstanz der Chorturmkirche geht wohl auf das 15. Jahrhundert zurück. Damals entstand der rechteckige Saalbau mit Satteldach. Die alte Marienglocke der Kirche trägt die Aufschrift „ave maria gratia plena dominus tecum benedicta tu in mulieribus anno domini 1451“ – zu deutsch: „Gegrüßet seist du Maria, voller Gnade, der Herr ist mit dir! 1451 n. Chr“. Diese Kirchenglocke ruft noch heute zu Gebet und Gottesdienst. Im Zuge der Annahme der Reformation erneuerte man das Gotteshaus. Im Jahr 1596 erhielt der Turm eine Erhöhung im Stile der katholischen Julius-Echter-Kirchen, außerdem wurde das Langhaus erweitert.
In der schlichten evangelischen Filialkirche steht ein Epitaph derer von Wolfskeel aus dem Jahr 1562. Betend knien Mann und Frau unter dem Kreuz, und der gekreuzigte schaut voll Liebe zum Ahnherr des Geschlechtes, der mit seinen Nachkommen hier die letzte Ruhestätte gefunden hat.
Außen an der Kirche steht der Grabstein des letzten Wolfskeel aus der alten Albertshäuser Linie. Freiherr Neidhard ließ sich wie alle seine Vorfahren aus dieser Linie in der Kirche zu Lindflur bestatten.
Am 11. Mai 2017 wurde wegen dringender Sanierungsarbeiten die Turmspitze der 420 Jahre alten evangelischen Kirche mit einem Schwerlastkran abgenommen. Dabei wurde die 14 Meter hohe Turmspitze auf den Boden abgesetzt. Im November 2017 war die Sanierung abgeschlossen.

### Kriegerdenkmal
Das Kriegerdenkmal ist ein aus Steinen gemauerter Kubus, in den Namenstafeln aus Marmor eingesetzt sind. Auf dem Kubus ist ein Kreuz aus Marmor aufgesetzt. Das Kriegerdenkmal ist eine Gedenkstätte für die Gefallenen der beiden Weltkriege im Reichenberger Ortsteil Lindflur und wurde im Jahr 1956 eingeweiht. Im Denkmal ist folgende Inschrift graviert:
DIE GEMEINDE LINDFLUR IHREN GEFALLENEN UND VERMISSTEN SÖHNE
Auf der Namenstafel finden sich insgesamt 24 Namen.

### Flurbereinigung
Am westlichen Ortsausgang befindet sich ein Erinnerungsstein, der an die zweite Flurbereinigung und Dorferneuerung von 1972 bis 1997 erinnert.

## Politik

### Bundestagswahl 2021
Bei der Bundestagswahl am 25. September 2021 haben von den 322 Stimmberechtigten 116 von ihrem Wahlrecht Gebrauch gemacht, womit die Wahlbeteiligung bei 36,02 % lag. Dabei gilt jedoch zu beachten, dass die diesjährige hohe Beteiligung an der Briefwahl hier nicht berücksichtigt wurde.
Im Vergleich zur Bundestagswahl im Jahr 2017 musste vor allem die CSU, aber auch die AfD und die Linke bei den Zweitstimmen Verluste in Kauf nehmen, wobei insbesondere Bündnis 90/Die Grünen, SPD und FDP von Stimmenzuwachs profitierten.

### Gemeinderatswahlen 2020
Bei der Gemeinderatswahl am 15. März 2020 haben von den 318 stimmberechtigten Einwohnern des Orts Lindflur 94 von ihrem Wahlrecht Gebrauch gemacht, womit die Wahlbeteiligung bei 29,56 % lag. Dabei waren 4 Stimmen ungültig. In der aktuellen Legislaturperiode des Gemeinderates Reichenberg von 2020 bis 2026 wird der Ortsteil Lindflur von den Gemeinderäten Martha Morell (SPD) und Tobias Schoch (CSU) vertreten.
| Partei         | CSU   | SPD   | Grüne | OLMR  |
| -------------- | ----- | ----- | ----- | ----- |
| Stimmen (in %) | 53,70 | 23,19 | 12,61 | 10,51 |

### Bundestagswahl 2017
Bei der Bundestagswahl am 24. September 2017 haben von den damals 306 Stimmberechtigten 194 von ihrem Wahlrecht Gebrauch gemacht, womit die Wahlbeteiligung bei 63,4 % lag.
Im Vergleich zur Bundestagswahl im Jahr 2013 mussten CSU sowie SPD bei den Zweitstimmen Verluste in Kauf nehmen, wobei insbesondere die AfD von Stimmenzuwachs profitierte. Auch die Grüne sowie die FDP konnten gegenüber der Bundestagswahl 2013 in Lindflur Stimmen gewinnen. Die Linke verzeichnete leichte Verluste.

### Ehemalige Bürgermeister
| Amtszeit    | Name             | Partei | Lebenszeit  | Bemerkungen                 |
| ----------- | ---------------- | ------ | ----------- | --------------------------- |
| 1904 – 1921 | Christian Schoch |        | 1877 – 1961 |                             |
| 1946 – 1978 | Emil Schoch      | UWG    | 1917 – 2002 | Ehrenbürger von Reichenberg |

## Wirtschaft und Infrastruktur

### Unternehmen
Das Anfang der 1930er Jahre gegründete Agrarhandelsunternehmen busch Agrarhandel KG beschäftigt sich traditionell mit dem Handel und der Vermarktung von landwirtschaftlichen Feldfrüchten sowie dem Vertrieb von Betriebsmitteln für die Landwirtschaft. Seit 1977 befindet sich die Betriebsstätte in Lindflur.

### Bildung
Das Bildungswesen von Lindflur geht bestand im 20. Jahrhundert aus einer ortseigenen Schule, welche bereits 1935 Bestand hatte. Heutzutage besuchen Schüler die Grundschule in Reichenberg. Weiterführende Schulen bis zum Abitur befinden sich in Würzburg. Die nächstgelegene Volluniversität ist die Julius-Maximilians-Universität Würzburg.

### Kindertagesstätte
Im Jahr 1989 wurde in Lindflur ein Kindergarten errichtet. Dieser bietet heutzutage Platz für über 100 Kinder aus Lindflur und Umgebung.

### Verkehr
Lindflur ist über die Bundesstraße 19 an die Bundesautobahn 3 angeschlossen. Diese führt nördlich an Lindflur vorbei und kreuzt sich dort mit der Bundesstraße 19 Würzburg – Schweinfurt. Diese Bundesstraße beginnt bei Eisenach und führt quer durch Südthüringen und Franken nach Südosten bis nach Baden-Württemberg und über die Schwäbische Alb zurück nach Bayern, durch das bayerische Oberschwaben und das Allgäu, wo sie in den Allgäuer Alpen an der österreichischen Grenze endet.
Im Westen Lindflurs führt eine Eisenbahnstrecke vorbei, wobei diese durch einen Bahnübergang am westlichen Ortsausgang gekennzeichnet ist. Am 1. April 1973 begannen die für die Elektrifizierung notwendigen Bauarbeiten. Im Jahre 1975 wurde der elektrische Bahnbetrieb aufgenommen. Der nächstgelegene Bahnsteig befindet sich 5 Kilometer nordwestlich in Reichenberg.
Lindflur wird durch den öffentlichen Nahverkehr des Verkehrsverbunds Nahverkehr Mainfranken (NVM) mit Linien nach Würzburg verbunden, die an Werktagen im Zwei-Stunden-Takt und an Ruhetagen auf Ruf verkehren.
Der 1,4 km lange Radweg zwischen Lindflur und Reichenberg verbindet die beiden Ortschaften nun bereits seit 2012 und überwindet dabei 40 Höhenmeter.

### Medien
Alle Haushalte in Lindflur erhalten die monatlich erscheinende Ausgabe des Mitteilungsblatts des Markts Reichenberg kostenlos. Lindflur gehört darüber hinaus zum Verbreitungsgebiet der Tageszeitung Main-Post. Im Lokalteil der Zeitung wird unter anderem auch über den Markt Reichenberg sowie über Lindflur berichtet. Zudem erhält jeder Haushalt regelmäßig die kostenfreien Zeitungen WOB und markt, die allerdings zur Mediengruppe Main-Post gehört.

## Freizeit und Vereine

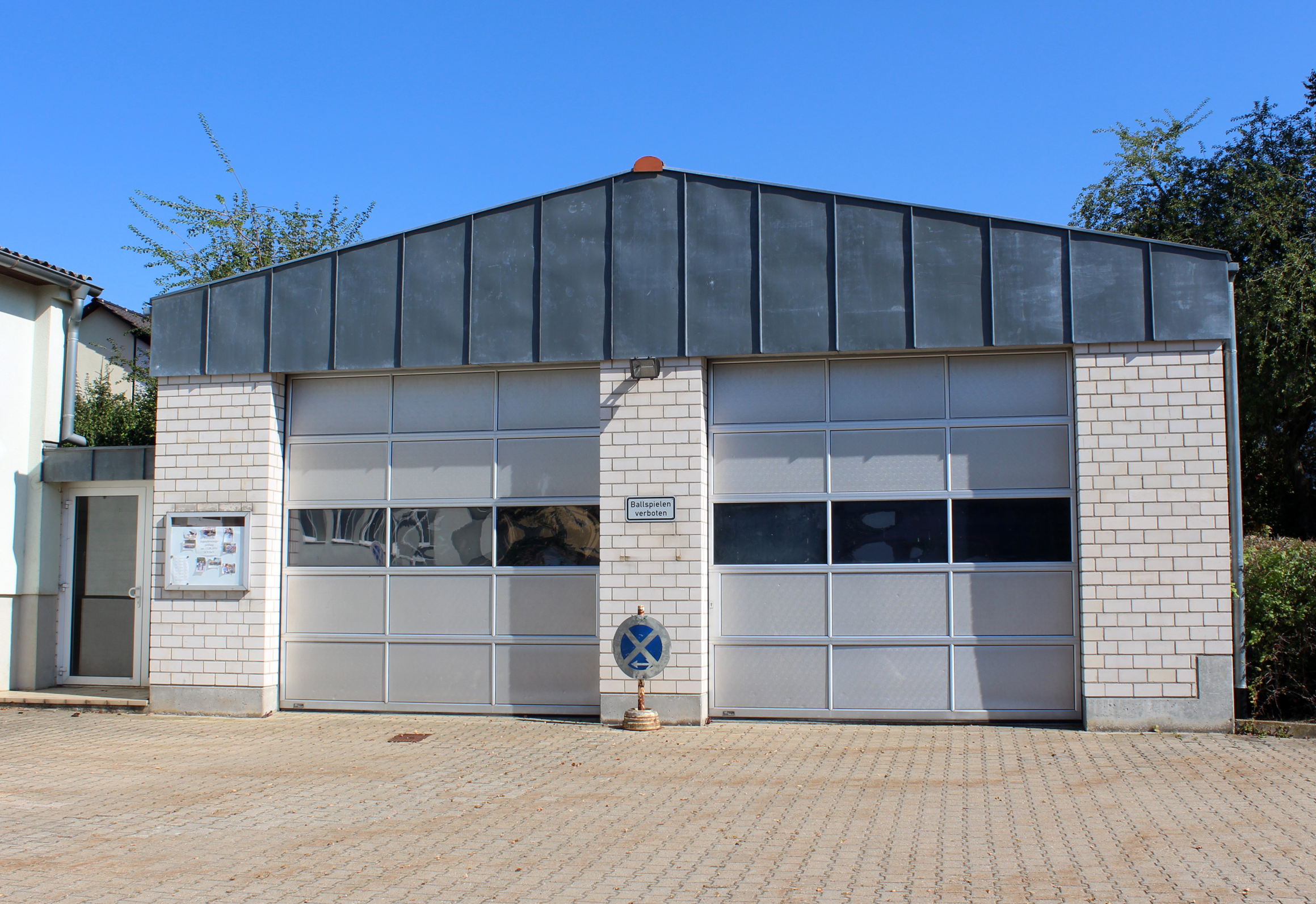
Feuerwehrhaus Lindflur

### Freizeitgelände Lindflur-Steinbruch
Im Osten Lindflurs befindet sich das Freizeitgelände Steinbruch. Dieses wird von den Einheimischen auch aufgrund der vor Ort liegenden Rutsche „Buckelrutsche“ genannt.

### Freiwillige Feuerwehr Lindflur
Am 3. Juni 1887 wurde die Freiwillige Feuerwehr Lindflur gegründet. Davor sorgte eine Pflichtfeuerwehr für den Brandschutz. Vom 9. bis zum 12. Juni 2017 feierte die FF Lindflur ihr 130-jähriges Bestehen. Das alte Feuerwehrhaus stand auf dem heutigen Parkplatz gegenüber der Kirche. Das Gebäude wurde um 1980 abgebrochen. Das heutige Feuerwehrhaus, welches im Jahr 1990 erbaut wurde, befindet sich neben der Kindertagesstätte. Der Fuhrpark besteht aus einem Mannschaftstransportfahrzeug (Fahrgestell: VW T3) und dem Löschgruppenfahrzeug 8/6, welches im Januar 2021 das vorherige Löschgruppenfahrzeug 8 ersetzt hat.

### Gesangverein „Frohsinn“
Der Gesangverein Frohsinn wurde im Jahr 1891 gegründet.

### Kriegerverein Lindflur und Umgebung
Der Kriegerverein Lindflur und Umgebung wurde 1875 gegründet.

## Persönlichkeiten
- Johann Jacob Rabe (1710–1798), Stadtpfarrer und Übersetzer